# Rabbinat
Als Rabbinat wurde seit dem Mittelalter im Heiligen Römischen Reich der Sitz des Rabbiners bezeichnet. Spätestens seit dem 19. Jahrhundert bezeichnet „Rabbinat“ auch das Amt des Rabbiners.

## Geschichte
In Mitteleuropa war im Mittelalter das Rabbinat eine städtische Institution, die Rabbinatssitze befanden sich in der Regel in Reichsstädten. Der Gerichtsstand war für die Juden die eigene Gemeinde. Juden aus umliegenden jüdischen Gemeinden nahmen oft das Rabbinatsgericht in Anspruch. Nach und nach ordneten sich viele jüdische Gemeinden gemeinsamen Rabbinaten unter und trugen zu deren Finanzierung bei.
Nach der im Spätmittelalter erfolgten Vertreibung der Juden aus den Reichsstädten lebten die meisten Juden im Heiligen Römischen Reich in Landgemeinden der kleinen Adelsherrschaften, zum Beispiel in den Orten der Reichsritterschaft. Dadurch waren die jüdischen Gemeinden gezwungen, das Prinzip der autonomen lokalen Gerichtshöfe aufzugeben und übergeordnete Instanzen einzurichten. Die Landesherren schufen Judenkorporationen als eine rechtliche Einheit ihrer Landjudenschaft. Die religiöse Leitung dieser Korporationen hatte der Landrabbiner inne.
Im Zuge der Säkularisation und der Mediatisierung entstanden aus vielen früheren Kleinstaaten größere Staaten. Diese versuchten im 19. Jahrhundert beim Aufbau einer modernen Staatsverwaltung auch die Organisation ihrer jüdischen Bevölkerung neu zu regeln. So entstanden im Königreich Bayern die Distriktsrabbinate, im Königreich Württemberg die Bezirksrabbinate und im Großherzogtum Baden ebenfalls die Bezirksrabbinate, die teilweise bis zur Zeit des Nationalsozialismus bestanden.